# Kishi Joō

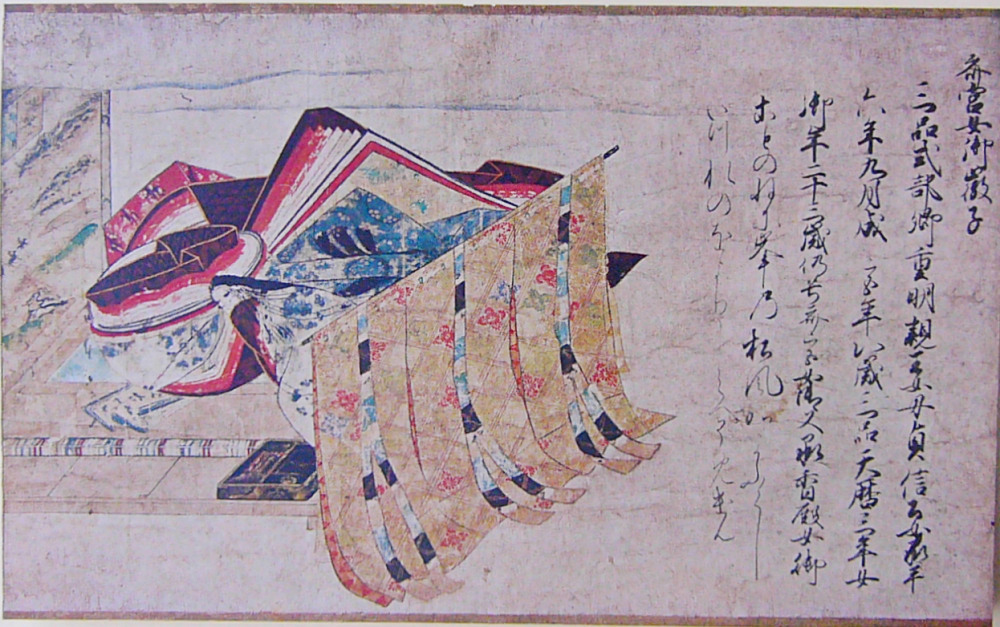
Kishi Joō

Kishi Joō (徽子女王, princesa Kishi), Yoshiko Joō (承香殿女御) o Saigū no Nyōgo (斎宮女御) (929 - 985) fou una poetessa yamato-uta japonesa del període Heian. Joō és una de les cinc dones dels Trenta-sis immortals de la poesia. Alguns dels seus poemes són a la tercera antologia japonesa imperial Shūi Wakashū (拾遺和歌集), publicada el 1006. Era una de les consorts de l'emperador Murakami.